# Alhaurín de la Torre
Alhaurín de la Torre is een gemeente in de Spaanse provincie Málaga in de regio Andalusië met een oppervlakte van 83 km². In 2007 telde Alhaurín de la Torre 31.884 inwoners, waaronder Antonio Tejero, een voormalig luitenant-kolonel, die leider was van twee mislukte staatsgrepen, in 1978 en 1981.

## Demografische ontwikkeling
Bron: INE; 1857-2011: volkstellingen